# 刚果鳄属
剛果鱷（學名：Congosaurus）是種已滅絕鱷類，屬於中真鱷類的森林鱷科，化石發現於安哥拉，年代為古新世。剛果鱷最初被認為是森林鱷的異名。而後被歸類於下伏鱷的異名。直到近年，剛果鱷才被認為是獨立的屬，不屬於森林鱷、下伏鱷。
在2007年，桿頜鱷的一個種被重新歸類於剛果鱷，使剛果鱷的生存範圍擴及於薩哈拉地區。